# Miliradián

División de círculo en artillería (6400‰)

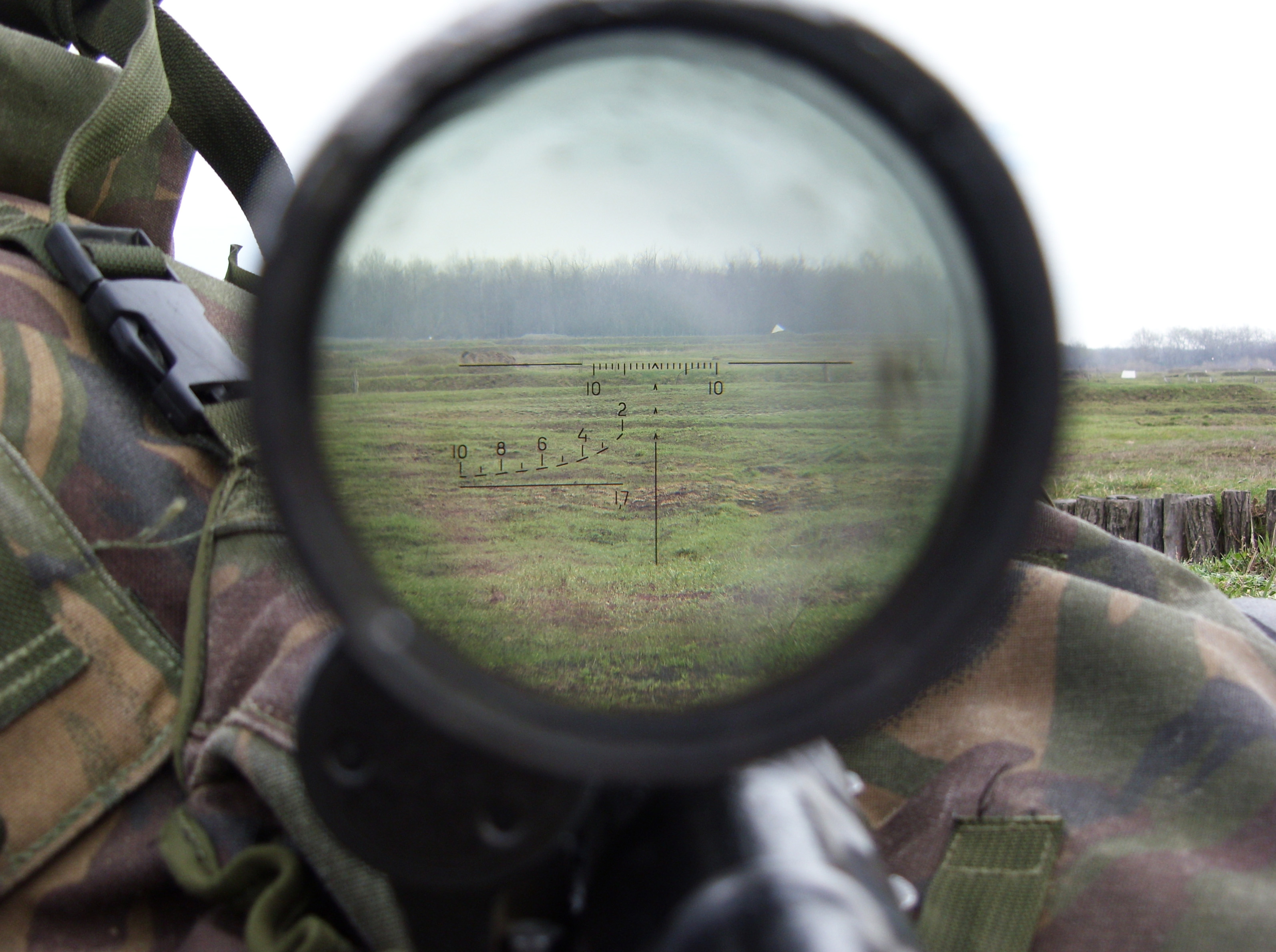
Retícula con milirradianes

El miliradián (o mil angular  o por mil de artillería, o mil, con símbolo de SI mrad) es una unidad de medida de ángulos equivalente a una milésima de radián (0,001 rad), por lo que hay 2000π (≈6283,185) miliradianes en un círculo (360°). Es utilizada principalmente en el ámbito militar, en instrumentos de orientación y señalización. Su símbolo informal es una "m" cruzada a 30 grados: .

## Valores del mil angular
Los batallones de artillería de muchos países utilizan el mil como unidad de medida angular, aunque no utilizan su definición verdadera, sino una simplificada, hay tres definiciones diferentes comúnmente utilizadas.
El mil «OTAN» equivale a 1/6400 de una revolución, hay 1600 mils en 90°, es decir, hay 17,8 mils en un grado (1 mil = 3.375 minutos de arco), por lo que hay 6400 mils en un círculo. El mil también se utiliza en el tiro con rifle de precisión. El retículo de la mira telescópica de estos fusiles está graduado a menudo en mils.
El mil «soviético» equivale a 1/6000 de una revolución, un valor que tiene la ventaja de ser más fácilmente convertible en grados (un mil soviético = 0,06 °).
El mil «sueco» equivale a 1/6300 de una revolución, este valor tiene la ventaja de ser una mejor aproximación de mili-radián (error de 3 ‰).
Esta unidad también permite una aproximación de las distancias sin tener que hacer cálculos trigonométricos de los ángulos utilizando la función tangente.
|                     | Revolución | Radianes   | Grados | Minutos | Puntos   | Miliradiánes | Miliradiánes (soviético) | Miliradiánes (sueco) | Miliradiánes (OTAN) |
| ------------------- | ---------- | ---------- | ------ | ------- | -------- | ------------ | ------------------------ | -------------------- | ------------------- |
| 1 Revolución =      | 1          | 2π rad     | 360°   | 21600′  | 32 pt    | 2000π mil    | 6000 mil                 | 6300 mil             | 6400 mil            |
| 1 Radian =          | 12π        | 1 rad      | 180π°  | 10800π′ | 16π pt   | 1000 mil     | 3000π mil                | 3150π mil            | 3200π mil           |
| 1 Grado =           | 1360       | π180 rad   | 1°     | 60′     | 445 pt   | 50π9 mil     | 1623 mil                 | 1712 mil             | 1779 mil            |
| 1 Minuto =          | 121600     | π10800 rad | 160°   | 1′      | 1675 pt  | 5π54 mil     | 518 mil                  | 724 mil              | 827 mil             |
| 1 Punto =           | 132        | π16 rad    | 1114°  | 675′    | 1 pt     | 125π2 mil    | 18712 mil                | 19678 mil            | 200 mil             |
| 1 Mil =             | 12000π     | 11000 rad  | 950π°  | 545π′   | 2125π pt | 1 mil        | 3π mil                   | 6320π mil            | 165π mil            |
| 1 Mil (soviético) = | 16000      | π3000 rad  | 350°   | 35′     | 2375 pt  | π3 mil       | 1 mil                    | 120 mil              | 115 mil             |
| 1 Mil (sueco) =     | 16300      | π3150 rad  | 235°   | 37′     | 81575 pt | 20π63 mil    | 2021 mil                 | 1 mil                | 163 mil             |
| 1 Mil (OTAN) =      | 16400      | π3200 rad  | 9160°  | 38′     | 1200 pt  | 5π16 mil     | 1516 mil                 | 6364 mil             | 1 mil               |

| Revolución     | Radian  | Radian  | Radian        | Grado sexagesimal | Gradián | Miliradián  | Miliradián  | Miliradián      | Puntos del compás |
| -------------- | ------- | ------- | ------------- | ----------------- | ------- | ----------- | ----------- | --------------- | ----------------- |
| 0 de circulo   | 0 rad   | 0 rad   | 0 rad         | 0°                | 0g      | 0 mrad      | 0 mrad      | 0 mrad          | 0 pt              |
| 172 de circulo | π36 rad | 𝜏72 rad | ≈ 0,08727 rad | 5°                | 509g    | 250π9 mrad  | 125𝜏9 mrad  | ≈ 87,266 mrad   | 49 pt             |
| 124 de circulo | π12 rad | 𝜏24 rad | ≈ 0,2618 rad  | 15°               | 503g    | 250π3 mrad  | 125𝜏3 mrad  | ≈ 261,799 mrad  | 43 pt             |
| 116 de circulo | π8 rad  | 𝜏16 rad | ≈ 0,3927 rad  | 22,5° o 22°30′    | 25g     | 125π mrad   | 125𝜏2 mrad  | ≈ 392,699 mrad  | 2 pt              |
| 112 de circulo | π6 rad  | 𝜏12 rad | ≈ 0,5236 rad  | 30°               | 1003g   | 500π3 mrad  | 250𝜏3 mrad  | ≈ 523,599 mrad  | 83 pt             |
| 110 de circulo | π5 rad  | 𝜏10 rad | ≈ 0,6283 rad  | 36°               | 40g     | 200π mrad   | 100𝜏 mrad   | ≈ 628,319 mrad  | 165 pt            |
| 18 de circulo  | π4 rad  | 𝜏8 rad  | ≈ 0,7854 rad  | 45°               | 50g     | 250π mrad   | 125𝜏 mrad   | ≈ 785,398 mrad  | 4 pt              |
| 12π de circulo | 1 rad   | 1 rad   | 1 rad         | 180π°             | 200πg   | 1000 mrad   | 1000 mrad   | 1000 mrad       | 16π pt            |
| 16 de circulo  | π3 rad  | 𝜏6 rad  | ≈ 1,047 rad   | 60°               | 2003g   | 1000π3 mrad | 500𝜏3 mrad  | ≈ 1047,198 mrad | 163 pt            |
| 15 de circulo  | 2π5 rad | 𝜏5 rad  | ≈ 1,257 rad   | 72°               | 80g     | 400π mrad   | 200𝜏 mrad   | ≈ 1256,637 mrad | 325 pt            |
| 14 de circulo  | π2 rad  | 𝜏4 rad  | ≈ 1,571 rad   | 90°               | 100g    | 500π mrad   | 250𝜏 mrad   | ≈ 1570,796 mrad | 8 pt              |
| 13 de circulo  | 2π3 rad | 𝜏3 rad  | ≈ 2,094 rad   | 120°              | 4003g   | 2000π3 mrad | 1000𝜏3 mrad | ≈ 2094,395 mrad | 323 pt            |
| 25 de circulo  | 4π5 rad | 2𝜏5 rad | ≈ 2,513 rad   | 144°              | 160g    | 800π mrad   | 400𝜏 mrad   | ≈ 2513,274 mrad | 645 pt            |
| 12 de circulo  | π rad   | 𝜏2 rad  | ≈ 3,142 rad   | 180°              | 200g    | 1000π mrad  | 500𝜏 mrad   | ≈ 3141,593 mrad | 16 pt             |
| 34 de circulo  | 3π2 rad | 3𝜏4 rad | ≈ 4,712 rad   | 270°              | 300g    | 1500π mrad  | 750𝜏 mrad   | ≈ 4712,389 mrad | 24 pt             |
| 1 circulo      | 2π rad  | 𝜏 rad   | ≈ 6,283 rad   | 360°              | 400g    | 2000π mrad  | 1000𝜏 mrad  | ≈ 6283,185 mrad | 32 pt             |

1. ↑  En esta tabla, 𝜏 equivale a 2π.